# Pancit
Il pancit o pansit è un piatto tipico della cucina filippina a base di noodles e di cui esistono molte varianti.

## Etimologia
Pancit deriva dal dialetto hokkien filippino 扁食 (pe̍h-ōe-jī: pán-si̍t/pián-si̍t, letteralmente "zuppa di wonton") o, secondo un'altra ipotesi, da 便的食 (pe̍h-ōe-jī: piân-ê-si̍t/pân-si̍t, letteralmente "cibo facile da preparare"). Nella lingua filippina, il termine pansít indica i noodles.

## Storia
Il pancit ebbe origine dopo che i noodles vennero importati nelle Filippine dagli immigrati cinesi. L'alimento risente anche l'influenza della cucina spagnola. Il pancit è oggi diffuso in tutte le Filippine, viene servito nei ristoranti locali e ne esistono delle versioni destinate al consumo casalingo reperibili nei supermercati. I locali specializzati nella vendita di tale piatto prendono il nome di panciterias o pancitans. Il pancit è considerato dai filippini un comfort food.

## Descrizione
Il pancit viene solitamente preparato facendo saltare in padella dei noodles assieme a verdure (carote, fagiolini, cavoli, peperoni, Cucurbitacee e funghi) e carne di manzo o maiale (ne esistono anche delle varianti con il salume longganisa) o prodotti ittici (pesci, molluschi o crostacei). Più raramente il pancit contiene altri prodotti reperibili nell'arcipelago (latte di cocco, kamias, i fiori del banano, senape indiana, gombo, calabaza e funghi Auricularia cornea e Lentinula edodes). Esistono dei pancit che, al posto dei noodles, contengono strisce di cocco, papaia poco matura, fagioli mungo, germogli di bambù o alghe marine. I condimenti usati per prepararlo includono, tra gli altri, la salsa di soia, l'aceto, vino Bignay, pasta di fagioli fermentata, varie salse a base di pesce, molluschi o crostacei o salse dolci come la inihaw.
In alcuni casi, il pancit viene brasato o cotto in brodo anziché saltato. La maggior parte dei pancit viene servita con delle fette di calamondino, che conferisce al piatto un sapore aspro.